# 姚曉聰
姚曉聰（1985年2月10日—），中國足球運動員，曾經效力於香港甲組足球聯賽足球隊屯門普高，司職中堅，身材高大，踢法狠辣。於聯賽首循環對陣淦源一戰，曾經在場內大呼要踢向淦源的球員。

## 外部連結
- 香港足球總會網頁球員註冊資料（页面存档备份，存于）
- 7M[永久]